# Itziar Mendizábal

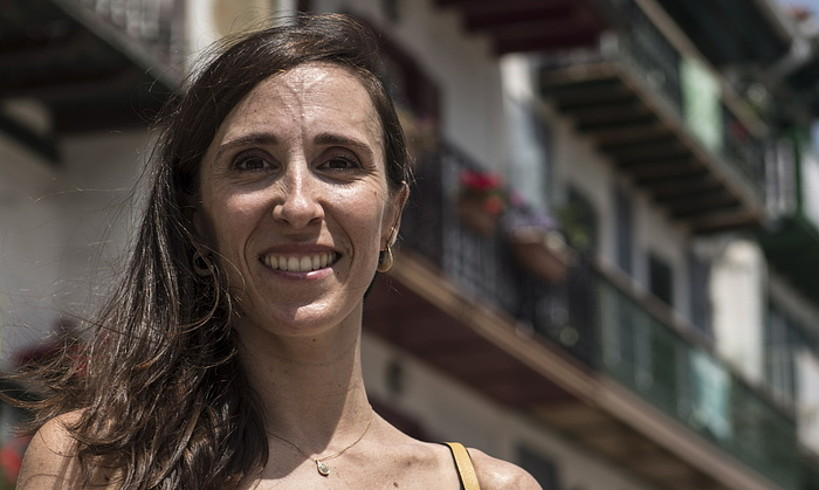
Itziar Mendizábal fotografiada por Jagoba Manterola en 2019

Itziar Mendizábal (Fuenterrabía, Guipúzcoa, País Vasco, 14 de diciembre de 1981) es una bailarina de ballet clásico española, primera bailarina del Ballet Real de Londres desde 2010 hasta la temporada de 2024-2025.
Comenzó a bailar ballet a los 4 años. A los 14 se trasladó a Madrid para formarse en la escuela de Víctor Ullate, de cuya compañía profesional de ballet formó parte más tarde. En 2003, se unió al Ballet de Zúrich y más tarde, en 2006, pasó al Ballet de Leipzig como solista en 2006 y como primera bailarina dos años después. Gracias a un papel con el Ballet de Leipzig (el titular de El pájaro de fuego de Ígor Stravinski, en una coreografía de Paul Chalmer basada en la original de Michel Fokine) fue candidata en 2009 al Premio Benois de la Danse.
En 2010, Monica Mason, directora artística del Ballet Real de Londres, pidió verla en una audición y más tarde la contrató como primera bailarina de la compañía. Su repertorio en Londres incluyó coreografías de Kenneth MacMillan, Christopher Wheeldon y Wayne McGregor. 
También actuó como artista invitada en el Ballet de Karlsruhe o la Ópera Nacional de Burdeos, entre otras compañías.
En la temporada 2024-2025 anunció su retirada de los escenarios para, a partir de entonces, dedicarse a la docencia del ballet.